# Jane Austens ånger
Jane Austens ånger är en biografisk TV-film från 2007 i regi av Jeremy Lovering. Filmen är baserad på Jane Austens brev till systern Cassandra och brorsdottern Fanny Knight och utspelar sig under hennes sista år i livet. 

## Rollista (i urval)
- Olivia Williams - Jane Austen
- Imogen Poots - Fanny Austen Knight
- Greta Scacchi - Cassandra Austen
- Hugh Bonneville - Rev. Brook Bridges
- Adrian Edmondson - Henry Austen
- Jack Huston - Charles Haden
- Phyllida Law - Mrs. Austen
- Pip Torrens - Edward Austen-Knight
- Sylvie Herbert - Madame Bigeon
- Tom Hiddleston - John Plumptre
- Sally Tatum - Anna Lefroy
- Jason Watkins - Rev. Clarke